# Débats présidentiels des États-Unis de 1960
Les débats présidentiels des États-Unis de 1960 étaient une série de quatre débats organisés lors de l'élection présidentielle de 1960 entre le candidat démocrate John F. Kennedy et le candidat républicain Richard Nixon. Les quatre débats présidentiels constituaient la première série de débats organisés pour une élection présidentielle. Le débat présidentiel suivant n'a eu lieu qu'en 1976, après quoi les débats deviendront un élément régulier de toutes les campagnes présidentielles. Le débat Kennedy-Nixon est encore aujourd'hui une référence en marketing politique et rappelle l'importance de l'image.

## Arrière-plan
Pour la première fois les deux candidats s'affrontent au cours d'une série de débats télévisés : le 26 septembre à Chicago ; le 7 octobre Washington ; le 13 octobre en duplex à Los Angeles et New York ; et le 21 octobre à New York. Kennedy, mieux préparé et plus à l'aise devant les caméras en sort vainqueur notamment au cours du premier débat le plus regardé (70 millions de téléspectateurs). John Fitzgerald Kennedy, avec une apparence soignée, un teint hâlé, un air reposé et un visage maquillé, a dominé le débat contre un Richard Nixon mal rasé, le front dégoulinant de sueur, qui avait refusé de se faire maquiller par la maquilleuse de la station de télévision CBS. Selon les sondages, ceux qui avaient vu le débat à la télévision donnaient John Fitzgerald Kennedy comme vainqueur, alors que ceux qui l’avaient écouté à la radio donnaient la victoire à Richard Nixon. Kennedy arrive ainsi à inverser la tendance. Il a notamment été conseillé pour ces débats par le cinéaste Arthur Penn qui lui a conseillé de regarder droit dans l'objectif de la caméra et de privilégier les réponses concises, ce qui lui a permis d'avoir l'air plus calme et digne de confiance que son adversaire pourtant plus expérimenté.
Kennedy résume son programme par l'expression Nouvelle Frontière. Cette évocation à La Frontière a une résonance particulière dans l'imaginaire des Américains. C'est la ligne de colonisation de l'Ouest et Kennedy invite ses concitoyens à être de nouveaux pionniers. Nixon n'a pas le sens du slogan mais son programme n'est pas très différent de celui de son adversaire[réf. nécessaire].
En pleine guerre froide la politique extérieure permet aux candidats de se différencier. Si Nixon avec une certaine prudence se doit d'être solidaire du mandat précédent, Kennedy dénonce le missile gap, c'est-à-dire le prétendu retard sur les soviétiques dans le domaine des armements qu'Eisenhower aurait laissé creuser. Du coup ce dernier, toujours très populaire, apporte un soutien plus actif en fin de campagne à Nixon, rétablissant l'équilibre des candidats dans les sondages.